# Colonial Beach
Colonial Beach è un comune degli Stati Uniti d'America, situato nello Stato della Virginia, nella contea di Westmoreland.